# Parafia Podwyższenia Krzyża Świętego w Grzmiącej
Parafia Podwyższenia Krzyża Świętego w Grzmiącej – mariawicka parafia diecezji śląsko-łódzkiej, Kościoła Starokatolickiego Mariawitów w RP.
Siedziba parafii oraz kościół parafialny pw. Podwyższenia Krzyża Świętego znajduje się w Grzmiącej, w gminie Brzeziny, powiecie brzezińskim, województwie łódzkim. Proboszczem parafii jest kapłan Hubert Maria Paschalis Oganiesian. 

## Obszar
Parafia liczy około 140 rodzin mieszkających na terenie miasta Brzeziny oraz położonych w pobliskiej okolicy wiosek: Buczek, Janinów, Jaroszki, Teodorów, Tadzin, Lipiny, Polik i Grzmiąca. Obszar parafii znajduje się na terenie Krajobrazowego Parku Wzniesień Łódzkich.
Parafia posiada cmentarz wyznaniowy, położony około 200 metrów od kościoła parafialnego.
W Grzmiącej znajduje się także kaplica domowa pw. Przenajświętszego Sakramentu należąca do Kościoła Katolickiego Mariawitów. Funkcję proboszcza parafii felicjanowskiej pełniła przez wiele lat siostra Kazimiera Maria Alma Białkowska (zm. 2020).

## Historia
Kapłan Augustyn Gostyński będąc wikariuszem parafii rzymskokatolickiej w Brzezinach związał się z mariawityzmem. Po ogłoszeniu klątwy papieskiej potępiającej mariawitów z 1906, ojciec Augustyn musiał opuścić kościół w Brzezinach. Duża liczba wiernych i bliskość miasta Brzeziny spowodowały, że wybór lokalizacji padł na wieś – Grzmiącą. Budowę kościoła rozpoczęto w 1908 i trwała do 1911, a prowadził ją kapłan Kazimierz Kaczyński. Nowo wybudowany kościół został poświęcony przez ówczesnego ordynariusza diecezji łódzko-śląskiej biskupa Leona Marię Andrzeja Gołębiowskiego.
Świątynia w Grzmiącej stała się filią parafii Niesułków–Lipka. Od 1907 do 1948 proboszczem parafii był kapłan Maria Augustyn. Na stałe filią zajmowały się siostry zakonne (m.in. Justyna Romalewska). W 1948 proboszczem został kapłan Jan Siuder, placówka przestała być filią parafii w Lipce i rozpoczęła samodzielny rozwój. W 1970 przeprowadzono kapitalny remont kościoła, z jednonawowego przebudowano go w trójnawowy, zrobiono nowe sklepienie i zmieniono wystrój wewnętrzny. Pracami remontowymi kierował biskup Jan Maria Michał Sitek. W latach następnych od 1974 proboszczami parafii w Grzmiącej byli: kapłan Tadeusz Maria Ładysław Ratajczyk, kapłan Piotr Maria Grzegorz Dróżdż, kapłan Jakub Maria Szczepan Orzechowski, kapłan Ireneusz Maria Stanisław Bankiewicz, kapłan Zenon Maria Krzysztof Czyżewski. Od 1 lipca 2024 roku proboszczem parafii jest kapł. Hubert Maria Paschalis Oganiesian. 

## Nabożeństwa
Msze Święte i inne nabożeństwa sprawowane są w neogotyckim kościele pw. Podwyższenia Krzyża Świętego w Grzmiącej:
- Msze Święte w niedziele o godzinie 10:00
- Msza Święte i nabożeństwa w dni powszednie według ogłoszenia
- Adoracja miesięczna odprawiana jest 29. dnia każdego miesiąca (oraz w ostatni dzień lutego), o godzinie 18.00 w sezonie letnim lub o 16.00 w sezonie zimowym
- Uroczystość parafialna przypada na najbliższą niedzielę od 14 września